# Harald Reinl
Harald Reinl (Bad Ischl, 8 luglio 1908 – Puerto de la Cruz, 9 ottobre 1986) è stato un regista tedesco.
La sua produzione registica comprende più di 60 titoli. Con i suoi adattamenti di Edgar Wallace e Karl May, Reinl è diventato uno dei registi di maggior successo del cinema tedesco degli anni '60: solo con i quattro film di Karl May realizzati tra il 1962 e il 1965, Reinl ha raggiunto 32 milioni di spettatori.
Cineasta di talento, con un tocco artigianale e un senso quasi infallibile del gusto del pubblico, che ha sempre assecondato, Reinl è diventato uno dei registi di maggior successo del cinema tedesco occidentale del dopoguerra. Anche se il suo orientamento è sempre stato commerciale e raramente ha creato qualcosa di artisticamente significativo, i suoi film hanno lasciato il segno nei generi più diversi del panorama cinematografico in lingua tedesca.

## Biografia
Reinl, di origine austriaca, figlio del noto alpinista Hans Reinl, laureato in giurisprudenza, entrò nel mondo del cinema nel 1930 come comparsa in alcune pellicole girate da Arnold Fanck, pioniere del film di montagna, grazie alle sue qualità di sciatore provetto. In seguito divenne assistente di Leni Riefenstahl, con la quale lavorò, tra gli altri, al controverso film Terra bassa (Tiefland).  Nel 1939 Reinl tornò a filmare, questa volta co-dirigendo i documentari Wilde Wasser e Osterskitour in Tirol con Guzzi Lantzschner, entrambi prodotti da Leni Riefenstahl, ormai un nome familiare come regista. Fu anche Riefenstahl ad assumerlo come assistente alla regia per il suo gigantesco progetto Tiefland / Lowlands , che non fu completato fino al 1944 e che impedì di fatto a Harald Reinl di essere arruolato per il servizio nella Seconda guerra mondiale. Dopo aver girato da regista alcuni cortometraggi aventi come soggetto la montagna, nel 1949 realizzò il primo lungometraggio, Bergkristall, uscito tre anni più tardi anche in Italia con il titolo Caino!.
Durante la sua carriera di regista, si dedicò in particolar modo a film e documentari di ambiente alpino, in grado di coinvolgere il pubblico nella magnificenza della natura. Negli anni sessanta ebbero grande successo in Germania i suoi film basati sulla figura dell'apache Winnetou, tratti dai romanzi di Karl May. Queste pellicole resero il protagonista Pierre Brice uno degli attori più famosi di quel tempo in Germania e Austria.
Reinl, sul piano privato, è stato sposato dal 1946 al 1950 con Corinna Frank e dal 1954 al 1968 con l'attrice Karin Dor. Dal 1967 ha collaborato stabilmente con il produttore tedesco Artur Brauner. Nel 1969 produsse il film-documentario principale della sua carriera dal titolo Gli extraterrestri torneranno, basato su testi del saggista Erich von Däniken. Una tragica fine lo colse a casa di amici a Tenerife, quando venne pugnalato a morte durante i preparativi del film Attila. L'omicida fu la sua terza moglie, l'attrice ceca Daniela Maria Delis, sofferente di alcolismo.

## Filmografia parziale
- Caino! (Bergkristall) (1949)
- I diavoli verdi di Montecassino (Die grünen Teufel von Monte Cassino) (1958)
- Gli squali del terzo Reich (U47 - Kapitänleutnant Prien) (1958)
- Romarey: operazione Mazaref (Romarei, das Mädchen mit den grünen Augen) (1958)
- La maschera che uccide (Der Frosch mit der Maske) (1959)
- I forzati del piacere (Paradies der Matrosen) (1959)
- La banda del terrore (Die Bande des Schreckens) (1960)
- Wir wollen niemals auseinandergehn (1960)
- Il castello dell'orrore (Der Fälscher von London) (1961)
- F.B.I. contro dottor Mabuse (Im Stahlnetz des Dr. Mabuse) (1961)
- Gli artigli invisibili del dottor Mabuse (Die unsichtbaren Krallen des Dr. Mabuse) (1962)
- Il terrore di notte (Der Teppich des Grauens) (1962)
- Il tesoro del lago d'argento (Der Schatz im Silbersee) (1962)
- Lo strangolatore di Londra (Die weiße Spinne) (1963)
- Lo strangolatore dalle 9 dita (Der Würger von Schloß Blackmoor) (1963)
- La valle dei lunghi coltelli (Winnetou - 1. Teil) (1964)
- Professionisti per una rapina (Zimmer 13) (1964)
- Giorni di fuoco (Winnetou - 2. Teil) (1964)
- La valle delle ombre rosse (Der letzte Mohikaner) (1965)
- I Nibelunghi - Sigfrido (Die Nibelungen - Siegfried) (1966)
- I Nibelunghi - La vendetta di Crimilde (Die Nibelungen - Kriemhilds Rache) (1967)
- La tredicesima vergine (Die Schlangengrube und das Pendel) (1967)
- Gli extraterrestri torneranno (Erinnerungen an die Zukunft) (1970)
- Il cacciatore solitario (Der Schrei der schwarzen Wölfe) (1972)
- La lunga pista dei lupi (Die blutigen Geier von Alaska) (1973)
- Il paradiso nella giungla (Im Dschungel ist der Teufel los) (1982)